# 憲法訴訟法
《憲法訴訟法》（簡稱：憲訴法），舊稱《司法院大法官審理案件法》（大審法）、《司法院大法官會議法》，為中華民國之一部程序法，主要規範“法規範憲法審查及裁判憲法審查案件”、“機關爭議案件”、“總統、副總統彈劾案件”、“政黨違憲解散案件”、“地方自治保障案件”、“統一解釋法律及命令案件”前開六類憲法訴訟之程序。

## 沿革
1958年7月11日，制定《司法院大法官會議法》全文20條。同年7月21日，總統令公布施行。
1993年1月16日，修正名稱為《司法院大法官審理案件法》，並修正全文35條。同年2月3日，總統令公布施行。
2018年12月18日，修正名稱為《憲法訴訟法》，並修正全文95條。2019年1月4日，總統令公布，並自公布後三年施行。
2022年1月4日，正式施行《憲法訴訟法》。

### 《司法院大法官會議法》時期
中華民國行憲之初，有關大法官之職權行使，主要法源規範為1948年，司法院自行訂定之《司法院大法官會議規則》。然於1957年，立法院修正《司法院組織法》，明文“大法官會議法另行定之”，遂催生出《司法院大法官會議法》。
該法於《司法院大法官會議法》時期，僅依據《中華民國憲法》第78條，規範司法院大法官組成大法官會議，以解釋憲法、統一解釋法律及命令之事宜。

### 《司法院大法官審理案件法》時期
1992年，中華民國正值第二次憲法增修時期。是次增修增加大法官組成憲法法庭審理政黨違憲之職權。1993年，該法配合第二次增修，將名稱改為《司法院大法官審理案件法》，並進行修正。
2005年，中華民國憲法迎來其第七次增修。是次增修增加大法官組成憲法法庭審理總統、副總統彈劾案之職權。唯是次憲法增修後，《司法院大法官審理案件法》未能配合修正，全法除總則及附則外，尚僅明文規範“解釋案件之審理”及“政黨違憲解散案件之審理”。

### 《憲法訴訟法》時期
2019年，該法迎來重大變革，並更名為《憲法訴訟法》(於2022年1月4日施行)，其主要變革如下：

#### 司法化、法庭化
依據原先《司法院大法官審理案件法》規範，大法官組成大法官會議或憲法法庭以行使職權。然是次修正後，《憲法訴訟法》明文大法官組成憲法法庭行使職權，審理結果以裁判方式宣告之。最顯而易見的，原先大法官會議是以合議制進行“解釋”，且不同意和協同意見書都是由大法官自由提出；改制為憲法法庭後，將會以訴訟形式對案件進行“判決”，且必須完全公開並詳實記錄每一位參審大法官之判決立場，亦或檢具憲法法庭裁定不受理之理由。

#### 裁判憲法審查
原先該法規範人民僅得就抽象法規申請釋憲，然參考德國裁判憲法審查制度修正後，人民若對法院之確定終局裁判有違憲之虞，得向憲法法庭聲請為違憲宣告之判決。唯憲法法庭獨立於三級三審制之外，為特殊司法救濟制度，絕非所謂之“第四審”。

#### 法庭之友制度
誠如上開所提及，憲法審查乃特殊司法救濟制度，在參考美國聯邦最高法院實務運作後，新增“法庭之友”制度。憲法審查絕非僅及止於法律問題，其尚涉及政治、經濟、社會等各方領域，引而入法庭之友制度後，民間若對特定案件有意見，可提供相關專業意見或資料，以供憲法法庭為日後判決之參考。

#### 明文規範總統、副總統彈劾案審理規定
2005年第七次憲法增修後，該法未能配合修正，造成法制不備。是次修正為《憲法訴訟法》即明文規定相關審理程序，包含彈劾案審理期限、言詞辯論期日等事項。

#### 門檻調整
原《司法院大法官審理案件法》就法規範憲法審查之部分，規定應有出席大法官之2/3以上同意，然實務上難以達到2/3之門檻。是次修正後，除特別規範外，經大法官總額2/3（10席）以上出席，且大法官總額1/2（8席）以上達成一致意見，即可為合憲／違憲判決。
除判決門檻外，立法委員就其行使職權聲請法規範憲法審查之部分，聲請門檻亦從原先總額1/3（38席）以上，調降至總額1/4（29席）以上。
2024年12月20日，立法院三讀通過本法修正案，其中規定參與評議之大法官不得低於10席，至少9席大法官同意違憲宣告時，始得作成違憲判決。